# Palaeorhiza
Palaeorhiza är ett släkte av bin. Palaeorhiza ingår i familjen korttungebin.

## Bildgalleri

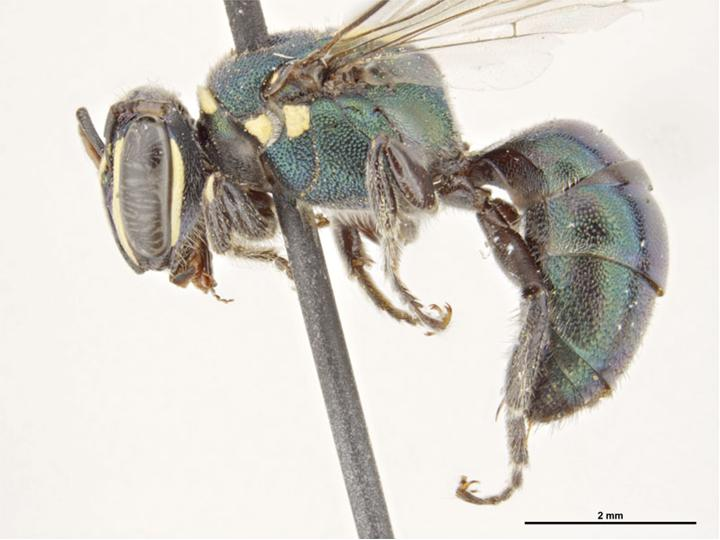
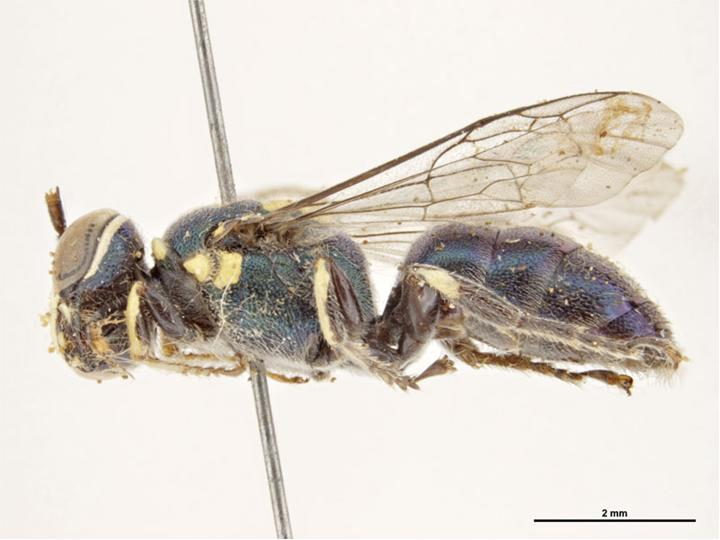
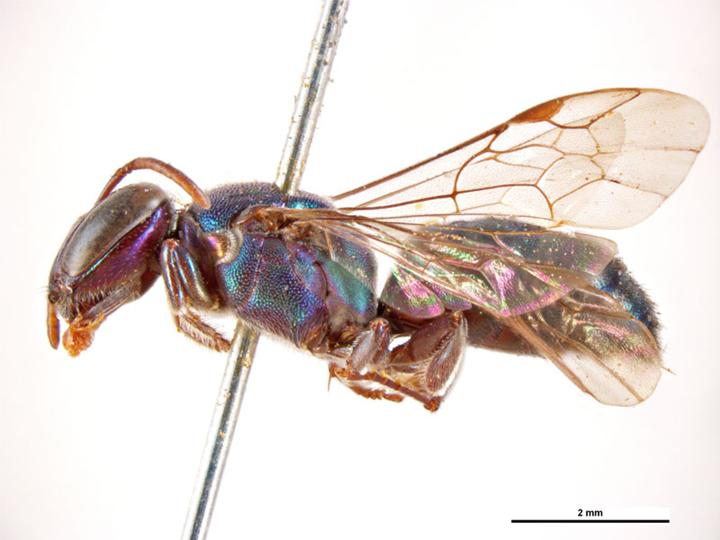

## Dottertaxa tillPalaeorhiza, i alfabetisk ordning[1]
- Palaeorhiza abdominalis
- Palaeorhiza aemula
- Palaeorhiza aenea
- Palaeorhiza affinis
- Palaeorhiza agrias
- Palaeorhiza albopicta
- Palaeorhiza amabilis
- Palaeorhiza amoena
- Palaeorhiza angusta
- Palaeorhiza anthracina
- Palaeorhiza apicata
- Palaeorhiza attractans
- Palaeorhiza bagudai
- Palaeorhiza basilura
- Palaeorhiza bicolor
- Palaeorhiza bicolorata
- Palaeorhiza caerulescens
- Palaeorhiza callima
- Palaeorhiza callimoides
- Palaeorhiza capitata
- Palaeorhiza cassiaefloris
- Palaeorhiza chimbuensis
- Palaeorhiza cockerelli
- Palaeorhiza combinata
- Palaeorhiza concorda
- Palaeorhiza conica
- Palaeorhiza convexa
- Palaeorhiza cuprea
- Palaeorhiza cyanea
- Palaeorhiza cylindrica
- Palaeorhiza decorata
- Palaeorhiza delicata
- Palaeorhiza denticauda
- Palaeorhiza disrupta
- Palaeorhiza distincta
- Palaeorhiza dorsalis
- Palaeorhiza eboracina
- Palaeorhiza elegantissima
- Palaeorhiza enixa
- Palaeorhiza eugenes
- Palaeorhiza eugenoides
- Palaeorhiza eumorpha
- Palaeorhiza excavata
- Palaeorhiza eximia
- Palaeorhiza facialis
- Palaeorhiza falcifera
- Palaeorhiza ferruginea
- Palaeorhiza flavescens
- Palaeorhiza flavipennis
- Palaeorhiza flavipes
- Palaeorhiza flavomellea
- Palaeorhiza formosa
- Palaeorhiza fulva
- Palaeorhiza fulvago
- Palaeorhiza gloriosa
- Palaeorhiza grandis
- Palaeorhiza gressitorum
- Palaeorhiza hedleyi
- Palaeorhiza helena
- Palaeorhiza heterochroa
- Palaeorhiza hilara
- Palaeorhiza imperialis
- Palaeorhiza infuscata
- Palaeorhiza jutefae
- Palaeorhiza kraussi
- Palaeorhiza kurandensis
- Palaeorhiza laevis
- Palaeorhiza latifacies
- Palaeorhiza lieftincki
- Palaeorhiza longiceps
- Palaeorhiza lusoria
- Palaeorhiza luxuriosa
- Palaeorhiza malachisis
- Palaeorhiza maluae
- Palaeorhiza mandibularis
- Palaeorhiza melanosoma
- Palaeorhiza melanura
- Palaeorhiza melina
- Palaeorhiza micheneri
- Palaeorhiza miranda
- Palaeorhiza misoolensis
- Palaeorhiza moluccensis
- Palaeorhiza montana
- Palaeorhiza nana
- Palaeorhiza nasalis
- Palaeorhiza nigra
- Palaeorhiza nigrescens
- Palaeorhiza nitens
- Palaeorhiza odyneroides
- Palaeorhiza papuana
- Palaeorhiza paracylindrica
- Palaeorhiza paradisea
- Palaeorhiza paradoxa
- Palaeorhiza parallela
- Palaeorhiza paris
- Palaeorhiza parva
- Palaeorhiza parvula
- Palaeorhiza pembertoni
- Palaeorhiza perkinsi
- Palaeorhiza permiranda
- Palaeorhiza pernigra
- Palaeorhiza persimilis
- Palaeorhiza perviridis
- Palaeorhiza polita
- Palaeorhiza priamus
- Palaeorhiza pulchella
- Palaeorhiza pullata
- Palaeorhiza punctata
- Palaeorhiza purpurea
- Palaeorhiza purpureocincta
- Palaeorhiza purpureoventris
- Palaeorhiza recessiva
- Palaeorhiza rectituda
- Palaeorhiza reginarum
- Palaeorhiza rejecta
- Palaeorhiza robusta
- Palaeorhiza rubrifrons
- Palaeorhiza rufescens
- Palaeorhiza rugosa
- Palaeorhiza samuelsoni
- Palaeorhiza sanguinea
- Palaeorhiza sculpturalis
- Palaeorhiza sedlaceki
- Palaeorhiza senilis
- Palaeorhiza simillima
- Palaeorhiza simulans
- Palaeorhiza speciosa
- Palaeorhiza spectabilis
- Palaeorhiza stellaris
- Palaeorhiza stygica
- Palaeorhiza subcrassiceps
- Palaeorhiza subhyalina
- Palaeorhiza terrestris
- Palaeorhiza tetraxantha
- Palaeorhiza tricolor
- Palaeorhiza trigona
- Palaeorhiza turneriana
- Palaeorhiza variabilis
- Palaeorhiza varicolor
- Palaeorhiza variegata
- Palaeorhiza violacella
- Palaeorhiza virescens
- Palaeorhiza viridiceps
- Palaeorhiza viridifrons
- Palaeorhiza viridimutans
- Palaeorhiza wisselmerenensis